# GEM (소프트웨어)
GEM (Graphics Environment Manager)은 디지털 리서치사에 의해 개발된 윈도 시스템으로, CP/M 운영체제와 함께 인텔 8088과 모토로라 68000 마이크로프로세서에 사용되었다. 후기 버전은 도스상에서도 구동된다.
GEM은 Atari 주식회사의 Atari ST 시리즈에 사용되었던 GUI 형태의 운영체제로, Amstrad사의 호환기종인 IBM PC와도 호환되었다. 또 6 MHz IBM PC AT가 개발되면서 부터는 IBM PC의 일반 기종에도 호환되었다. GEM은 코렐 벤추라에서 가장 중요한 소수의 도스 프로그램의 중핵 역할을 담당하였다. 또 그래픽 인터페이스가 결여되었던 다른 여러 기종의 컴퓨터에도 설치되었으나, 이 기종들은 대중적으로 인기를 전혀 끌지 못하는 것들이었다. 디지털 리서치사는 실시간 운영체제로 FlexGem을 개발했다.